# Мачукаев, Эльдархан
Эльдарха́н (Абдуррахман) Мачука́ев (1989 год) — российский боец смешанных единоборств, чемпион России по полноконтактному рукопашному бою, чемпион мира по кик-джитсу, победитель международных турниров по грэпплингу и боевому самбо, студент Грозненского нефтяного университета. Свой дебютный бой в смешанных единоборствах 5 октября 2010 года против россиянина Тимура Шафагова выиграл в первом раунде удушающим приёмом. Всего же им проведено 11 боёв, из которых выиграно 8 (все сдачей соперника) и проиграно 3 (2 нокаутом и 1 решением судей).

## Достижения
- Призёр чемпионата Евразии по полноконтактному рукопашному бою 2007 года;
- Чемпион России по полноконтактному рукопашному бою 2008 года;
- Призёр чемпионата России по полноконтактному рукопашному бою 2009 года;
- Чемпион мира по кик-джитсу 2009 года;
- Чемпион СКФО по самбо 2010 года;
- Чемпион Юга России по боевому самбо 2010 года;
- Серебряный призёр чемпионата России по грэпплингу 2011 года;
- Победитель всероссийского турнира памяти А. Х. Кадырова по грэпплингу;

## Статистика боёв
| Результат | Дата                 | Турнир                                             | Соперник         | Страна  | Раунд | Время | Метод                              |
| --------- | -------------------- | -------------------------------------------------- | ---------------- | ------- | ----- | ----- | ---------------------------------- |
| Поражение | 29 августа 2015 года | ACB 21 — Grozny                                    | Ренат Лятифов    | Украина | 3     | 5:00  | Единогласное решение               |
| Поражение | 6 апреля 2014 года   | Absolute Championship Berkut — Grand Prix Berkut 5 | Данияр Бабакулов | Россия  | 1     | 2:12  | Нокаутом (удар коленом)            |
| Победа    | 9 марта 2014 года    | Absolute Championship Berkut — Grand Prix Berkut 2 | Юсуп Гаджиомаров | Россия  | 1     | 2:28  | Сабмишном (удушение треугольником) |
| Победа    | 27 марта 2013 года   | Berkut Cup 2013 — 2 Round                          | Алихан Мурдалов  | Россия  | 1     | 4:40  | Сабмишном (удушение сзади)         |
| Победа    | 23 февраля 2013 года | Kavkaz Arena — 3                                   | Раджа Хизриев    | Россия  | 1     | 3:35  | Сабмишном (рычаг локтя)            |
| Победа    | 15 декабря 2012 года | ProFC 45 — Thunder in Grozny                       | Адилбек Жолдошов | Россия  | 1     | 1:39  | Сабмишном (рычаг локтя)            |
| Победа    | 1 декабря 2012 года  | Kavkaz Arena — 1                                   | Нурали Гусейнов  | Россия  | 1     | 3:40  | Сабмишном (удушение треугольником) |
| Победа    | 2 октября 2011 года  | Berkut FC — Team Berkut vs. Team Russia            | Ризван Мешев     | Россия  | 1     | 1:20  | Сабмишном (удушение сзади)         |
| Поражение | 1 апреля 2011 года   | M-1 Selection 2011 — European Tournament           | Магомед Якубов   | Россия  | 1     | 2:43  | Нокаутом (удар)                    |
| Победа    | 5 октября 2010 года  | FC Bystriy Fights — 1                              | Ибрагим Каратаев | Россия  | 1     | 0:18  | Сабмишном (удушение гильотиной)    |
| Победа    | 5 октября 2010 года  | FC Bystriy Fights — 1                              | Тимур Шафагов    | Россия  | 1     | 2:20  | Сабмишном (удушение треугольником) |